# Horní Kamenice
Horní Kamenice är en ort i Tjeckien.   Den ligger i regionen Plzeň, i den västra delen av landet, 110 km sydväst om huvudstaden Prag. Horní Kamenice ligger 382 meter över havet och antalet invånare är 207.
Terrängen runt Horní Kamenice är huvudsakligen platt. Horní Kamenice ligger nere i en dal. Runt Horní Kamenice är det ganska tätbefolkat, med 111 invånare per kvadratkilometer. Närmaste större samhälle är Holýšov, 2,7 km norr om Horní Kamenice. I omgivningarna runt Horní Kamenice växer i huvudsak blandskog.